# Heathen Chemistry
«Heathen Chemistry»  — п'ятий альбом британського рок-гурту Oasis. Цей альбом гурт вперше записував з новими учасниками. Це перший альбом, де участь в написанні пісень брали всі члени гурту, окрім ударника. Альбом був прийнятий критиками і фанами краще, ніж попередні два. Були випущені дуже вдалі сингли: The Hindu Times зайняв перше місце в чарті, Stop Crying Your Heart Out виконувалася по ВВС, коли збірна Англії вилетіла з розіграшу Чемпіонату світу з футболу. Songbird став першим синглом гурту, не написаним Ноелем.
Альбом розійшовся по всьому світу тиражем понад 3 мільйонів копій.

## Учасники запису
- Вільям «Лаям» Галлахер — Вокал
- Ноел Галлахер — Гітара, Вокал, Бек-Вокал
- Алан Вайт — Ударні
- Колін «Гем» Арчер — Ритм-Гітара
- Енді Белл — Бас-Гітара

## Список пісень
1. «The Hindu Times» (Ноел Галлахер) — 3:48
2. «Force of Nature» (Ноел Галлахер) — 4:54
3. «Hung in a Bad Place» (Гем Арчер) —3:31
4. «Stop Crying Your Heart Out» (Ноел Галлахер) — 5:05
5. «Songbird» (Лаям Галлахер) — 2:10
6. «Little by Little» (Ноел Галлахер) — 4:55
7. «A Quick Peep» (Instrumental) (Енді Белл) — 1:19
8. «(Probably) All in the Mind» (Ноел Галлахер) — 4:04
9. «She Is Love»(Ноел Галлахер) — 3:11
10. «Born on a Different Cloud» (Лаям Галлахер) — 6:11
11. «Better Man» (Лаям Галлахер) — 4:19